# Neckargemünd

Blick von der Friedensbrücke auf Neckargemünd mit der Mündung der Elsenz (rechts) in den Neckar (links)

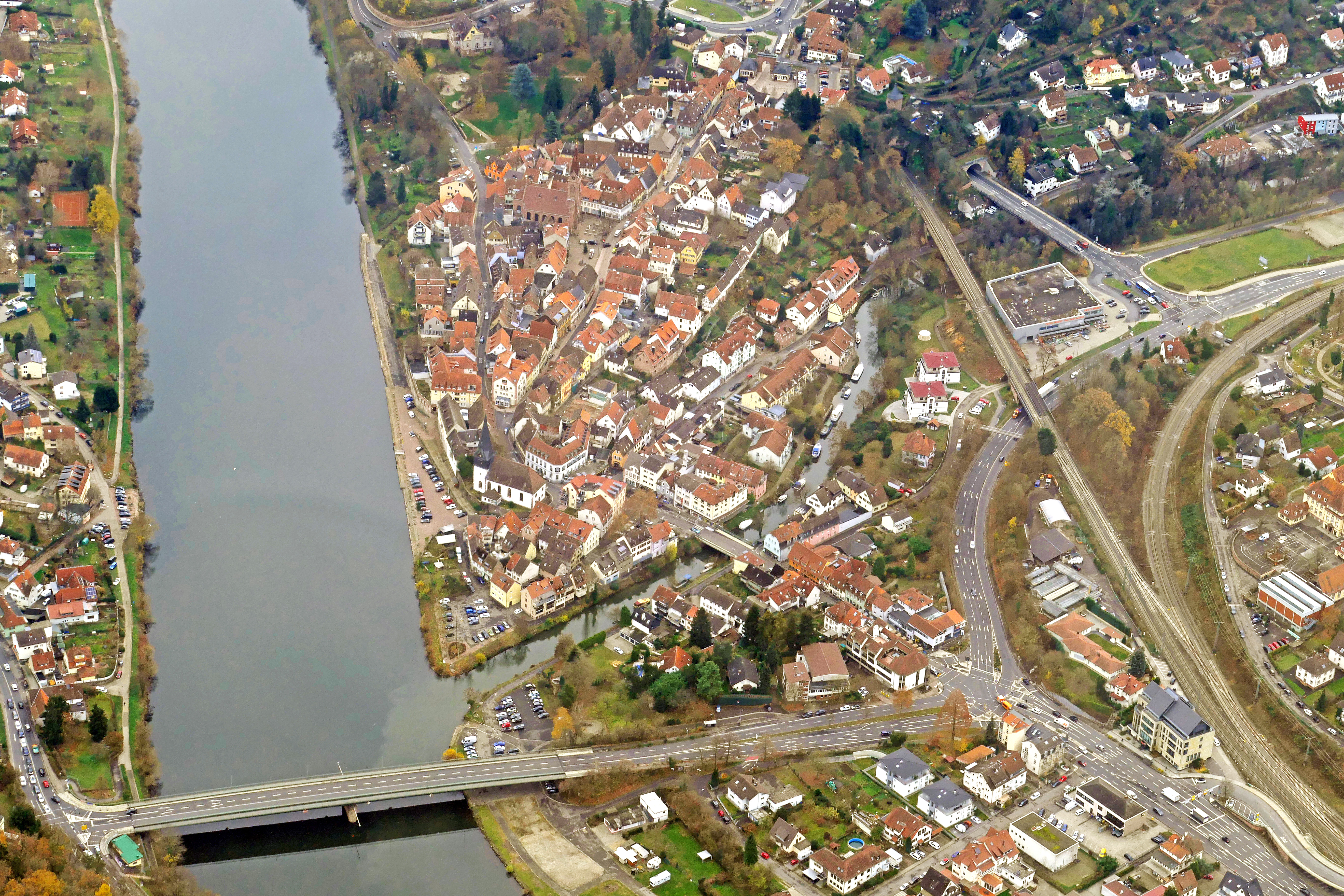
Altstadt von Neckargemünd mit Elsenzmündung, Friedensbrücke und Hollmuth- sowie Bahntunnel

Neckargemünd (ⓘ) ist eine Stadt am Neckar, zehn Kilometer flussaufwärts östlich von Heidelberg im Rhein-Neckar-Kreis in Baden-Württemberg. Sie gehört zur europäischen Metropolregion Rhein-Neckar.
Im Hoch- und im Spätmittelalter war Neckargemünd eine selbstständige Reichsstadt im Heiligen Römischen Reich, was sich im Stadtwappen widerspiegelt.

## Geographie

### Lage und Naturraum
Die Stadt gehört zur Metropolregion Rhein-Neckar und liegt an der namensgebenden Mündung der Elsenz in den Neckar, am Fuße des Hollmuth, umgeben von den Ausläufern des südwestlichen Odenwaldes. Die Gemarkung erstreckt sich in 116 bis 469 Metern Höhe. 19,1 Prozent der 2615 Hektar großen Gemarkung sind Siedlungs- und Verkehrsfläche, 28 Prozent werden landwirtschaftlich genutzt und 48 Prozent sind bewaldet. Das Gemeindegebiet ist Teil des Naturparks Neckartal-Odenwald. Die Elsenzaue, das Gebiet Sotten, eine Rodungsinsel östlich von Mückenloch, und das Gebiet Felsenberg stehen unter Naturschutz.

### Nachbargemeinden
Das Stadtgebiet grenzt im Westen an Heidelberg, im Norden an Schönau, im Nordosten an das hessische Neckarsteinach und im Osten an Schönbrunn und Lobbach. Südlich von Neckargemünd liegt Wiesenbach, im Südwesten Bammental.

### Stadtgliederung
Zur Stadt Neckargemünd gehört der zentrale Stadtteil Neckargemünd und  die ehemaligen Gemeinden Dilsberg, Mückenloch, Neckargemünd und Waldhilsbach.
- Zur ehemaligen Bergfeste Dilsberg gehören der Ort Dilsberg, die Weiler Dilsbergerhof, Neuhof und Rainbach.
- Zu Mückenloch gehören das Dorf Mückenloch und die Siedlung Neckarhäuserhof.
- Zu Neckargemünd in den Grenzen von 1972 („Kernstadt“) gehören die Stadt Neckargemünd, der Stadtbezirk Kleingemünd, das Anwesen Kümmelbacher Hof und die Häuser Faßfabrik, Kriegsmühle, Haltestelle Waldhilsbach und Walkmühle.
- Zu Waldhilsbach gehört das Dorf Waldhilsbach.

Im Gebiet der ehemaligen Gemeinde Dilsberg lag der im Mittelalter aufgegebene Ort Reitenberg.
In Neckargemünd aufgegangen ist die Ortschaft Ziegelhütte.

## Geschichte

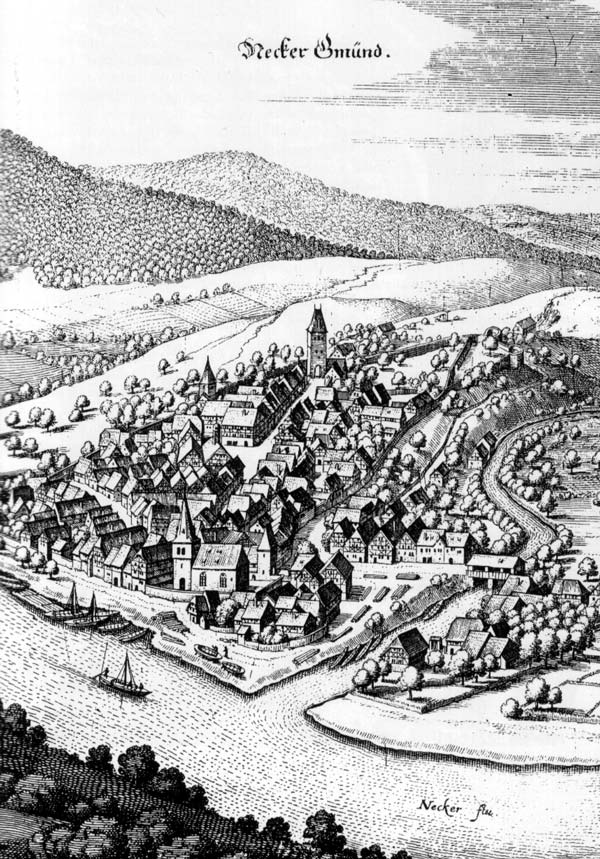
Kupferstich nach Matthäus Merian

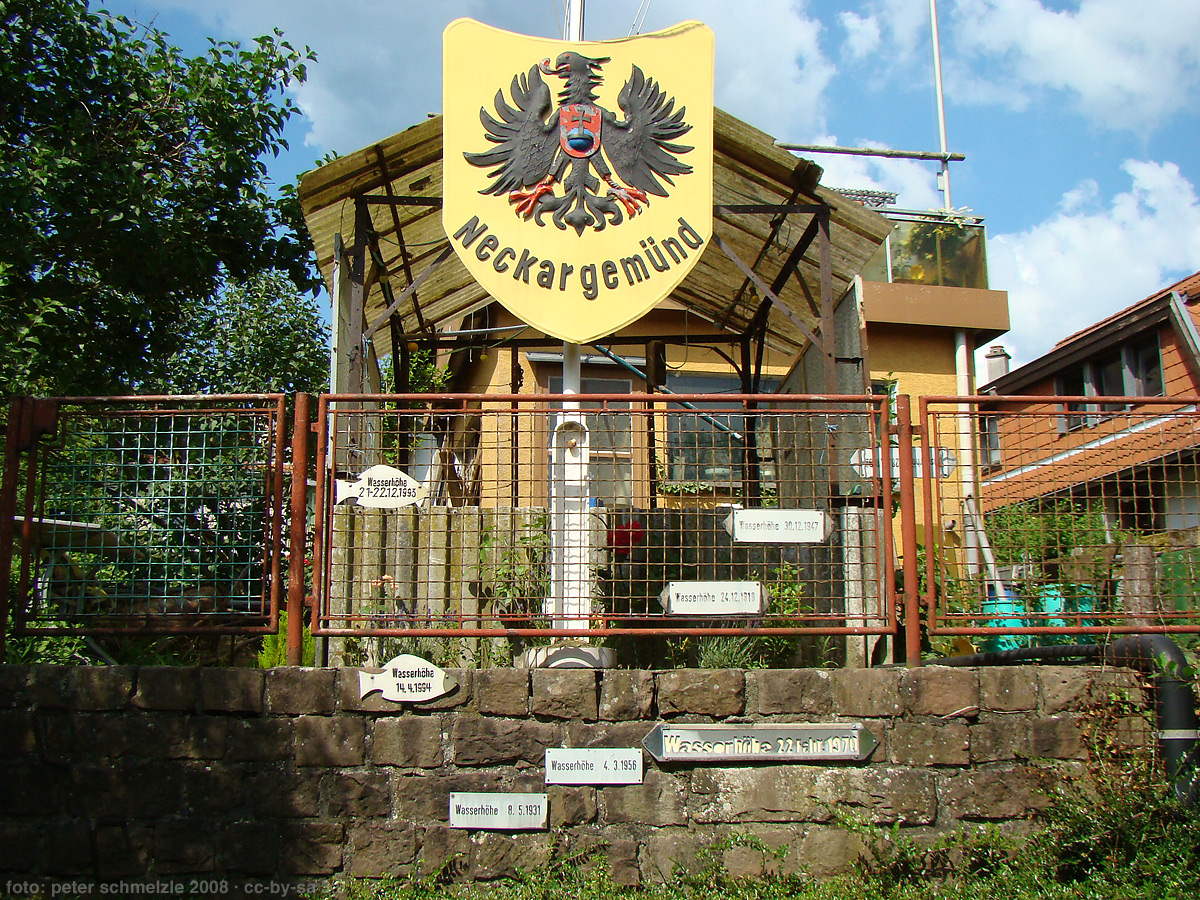
Hochwassermarken im Ortsteil Kleingemünd

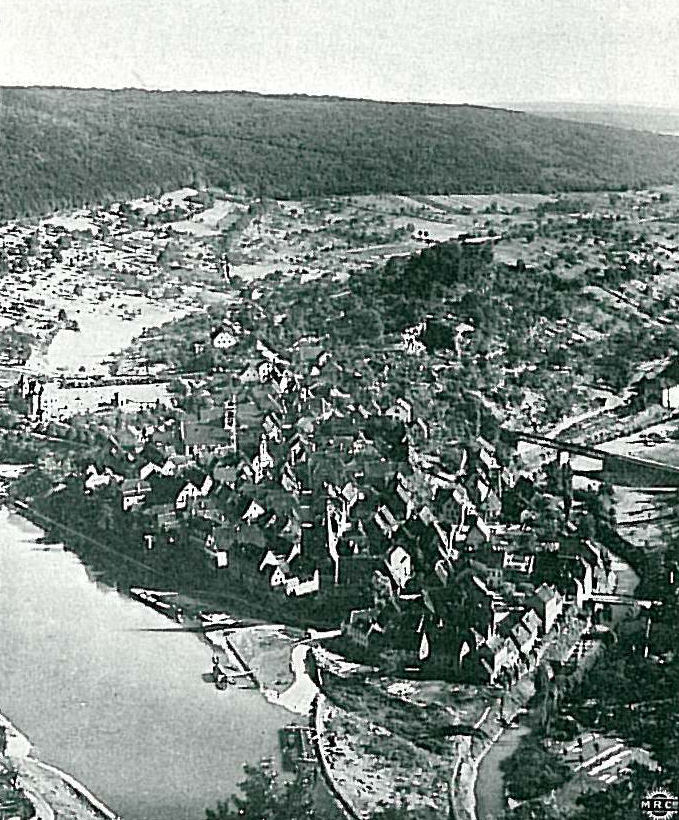
Alte Ansicht von 1898

### Bis zum 19. Jahrhundert
Erstmals 988 unter dem Namen Gmundi urkundlich erwähnt, erhob König Heinrich (VII.) die Siedlung um 1230 zur freien Reichsstadt. Kaiser Ludwig verpfändete Neckargemünd 1330 an den Pfalzgrafen bei Rhein, der 1346 das Gericht der Meckesheimer Zent hierher verlegte. 1395 verlor Neckargemünd den Status einer Reichsstadt durch die Eingliederung ins pfälzische Territorium. 1466 erhielt die Stadt das Marktrecht, das 1544 erweitert wurde. 1566 wurde die Stadt wie die gesamte Pfalz protestantisch.
In den folgenden Jahrhunderten wurde die Stadt immer wieder von fremden Truppen besetzt. Während des Dreißigjährigen Krieges war es 1622 das Heer der Katholischen Liga unter Tilly. Im Pfälzischen Erbfolgekrieg wurde die Stadt von französischen Truppen unter General Mélac besetzt, 1799 waren es französische Revolutionstruppen und von 1814 bis 1819 stand russisches Militär in der Stadt. Die Badische Revolution führte preußische Verbände her.
1803 kam Neckargemünd zu Baden und wurde anstelle des Amtes Dilsberg Sitz eines Bezirksamtes. In Neckargemünd befand sich auch ein Großherzoglich-badisches Amtsgericht. Durch die Badische Gemeindeordnung verlor Neckargemünd 1831 alle ehemaligen kaiserlichen Privilegien. 1857 wurde das Bezirksamt Neckargemünd aufgelöst und die Stadt dem Bezirk Eberbach und ab 1863 Heidelberg zugeteilt. Durch die Eröffnung der Badischen Odenwaldbahn im Jahre 1862 und der Neckartalbahn 1879 wurde die Stadt ans Schienennetz angeschlossen.

### 20. Jahrhundert
Im Jahr 1914 wurde eine Straßenbahnverbindung nach Heidelberg erstellt.
Politisch waren vor dem Ersten Weltkrieg die Nationalliberalen am stärksten, während der Weimarer Republik waren sozialistische und liberale Parteien gleichauf. 1933 erhielt die NSDAP, die schon seit September 1930 stärkste Partei war, knapp 49 Prozent der Stimmen.
Neckargemünd wurde im Gegensatz zu Heidelberg im Zweiten Weltkrieg bombardiert. Ziel waren vor allem die Bahngleise, in deren Verlauf sich der Tunnel beim Deutschen Haus befand. So zerstörte im Herbst 1944 ein Volltreffer das Deutsche Haus, die örtliche NSDAP-Zentrale, welche hier eine Sammelstelle für das Winterhilfswerk eingerichtet hatte. In die Kellergewölbe dieses Hauses waren die Umwohner geflüchtet, obgleich es kein offizieller Luftschutzbunker war – jener befand sich beim Gasthaus Adler. Doch erwiesen sich die Gewölbe als sehr stabil, sodass viele Menschen dort am Leben blieben. 1938 war eine große Straßenbrücke über den Neckar eingeweiht worden. Am 29. März 1945 (Gründonnerstag) wurde sie, wie die meisten anderen Übergänge über den Fluss auch, von Pionieren der deutschen Wehrmacht gesprengt. Dennoch nahmen zwei Tage später amerikanische Truppen die Stadt ein.
Im Jahr 1967 wurde der Grundstein für das Rehabilitationszentrum für Kinder und Jugendliche gelegt. Durch die Auflösung des Landkreises Heidelberg 1973 kam Neckargemünd damals zum neuen Rhein-Neckar-Kreis. Durch die Aufnahme von Heimatvertriebenen, Ausweisung von Neubaugebieten und Eingemeindungen erhöhte sich die Einwohnerzahl in den Nachkriegsjahrzehnten. Politisch wurde nach 1945 die CDU zur dominierenden Partei.

### Einwohnerentwicklung
Neckargemünd mit Kleingemünd
| Jahr      | 1439 | 1577 | 1688 | 1727 | 1818 | 1852 | 1905 | 1939 | 1965 |
| Einwohner | 295  | 855  | 550  | 877  | 1956 | 2702 | 2637 | 3862 | 8107 |

Neckargemünd in der heutigen Ausdehnung
| Jahr      | 1961   | 1970   | 1991   | 1995   | 2005   | 2010   | 2015   | 2020   |
| --------- | ------ | ------ | ------ | ------ | ------ | ------ | ------ | ------ |
| Einwohner | 10.120 | 11.763 | 14.562 | 14.559 | 14.280 | 13.905 | 13.369 | 13.349 |

### Eingemeindungen
- Kleingemünd (1. Januar 1907) – nach der Selbständigkeit in den Jahren von 1860 bis 1906
- Dilsberg (1. Januar 1973)[9] – kleiner Ort mit historischem Kern und mittelalterlicher Burgruine
- Waldhilsbach (1. Januar 1974)[10]
- Mückenloch (1. Januar 1975)[10]

## Religionen

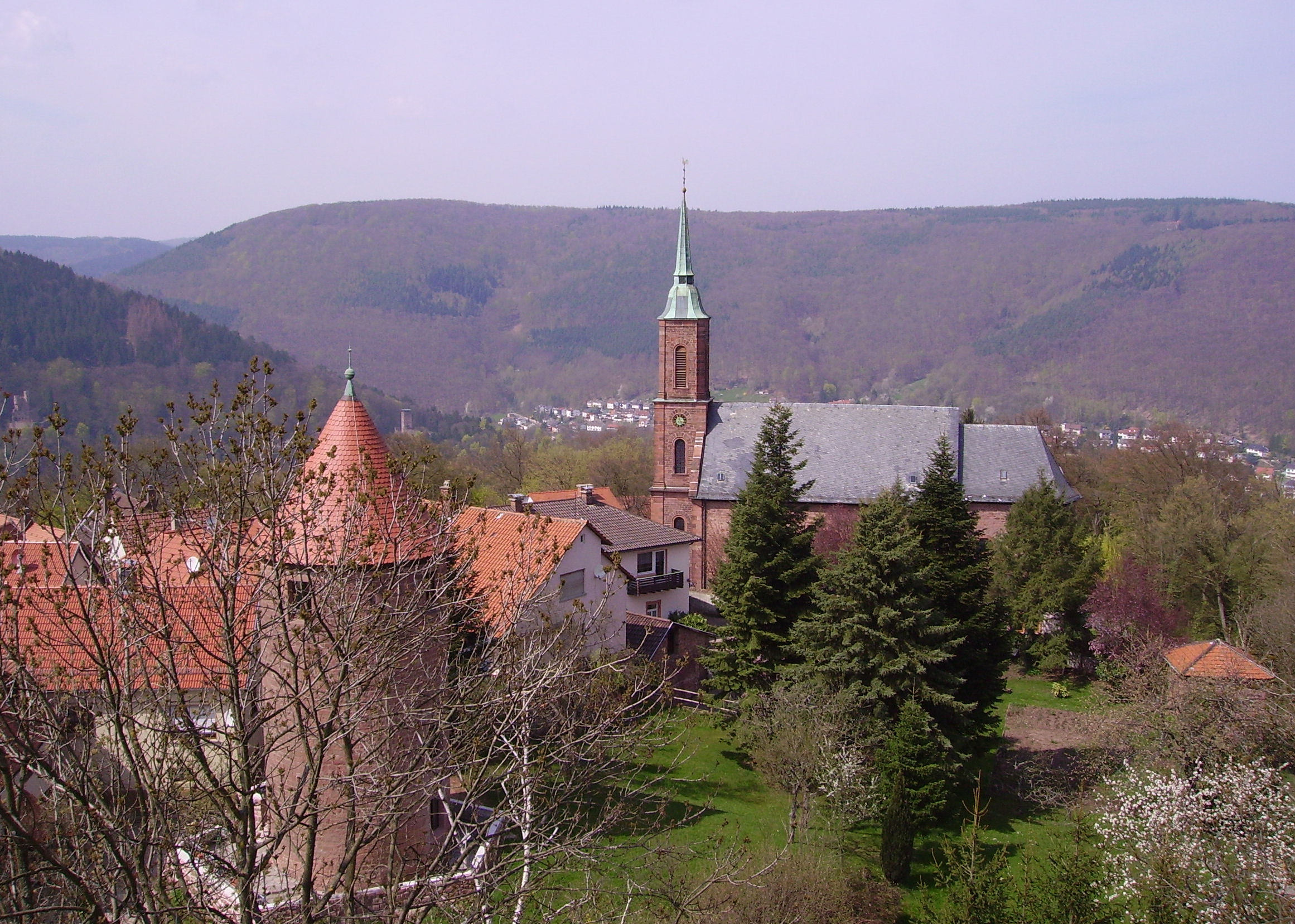
Dilsberg

Nach der Reformation waren alle heutigen Stadtteile lange mehrheitlich protestantisch. Nur auf dem Dilsberg bildete sich durch die Garnison ab 1700 eine katholische Mehrheit heraus. Nach dem Zweiten Weltkrieg erhöhte sich der katholische Anteil durch die Aufnahme von Vertriebenen in den Gemeinden. 2004 waren 40,6 Prozent der Einwohner evangelisch und 32 Prozent katholisch.

## Politik

### Gemeinderat
Der Gemeinderat hat normalerweise 22 Sitze. Dazu kommt der Bürgermeister als stimmberechtigter Vorsitzender. Durch die Unechte Teilortswahl ist den Ortsteilen eine Vertretung im Gemeinderat garantiert: die Kernstadt hält 14, Dilsberg 4, und Mückenloch und Waldhilsbach halten je 2 Sitze.
Bei der Kommunalwahl am 26. Mai 2019 ergaben sich zusätzlich 5 Ausgleichssitze, sodass der Gemeinderat bis zur nächsten Wahl 2024 27 Mitglieder hat. Insgesamt führte die Wahl zu folgendem Ergebnis (in Klammern: Unterschied zu 2014):
| Gemeinderatswahl 2019          | Gemeinderatswahl 2019 | Gemeinderatswahl 2019 |
| ------------------------------ | --------------------- | --------------------- |
| Partei                         | Stimmen               | Sitze                 |
| Freie Wähler                   | 27,4 % (−1,6)         | 7 (±0)                |
| GRÜNE                          | 26,4 % (+6,5)         | 7 (+2)                |
| CDU                            | 21,2 % (−5,1)         | 6 (±0)                |
| SPD                            | 20,6 % (−4,3)         | 6 (±0)                |
| LINKE                          | 4,4 % (+4,4)          | 1 (+1)                |
| Wahlbeteiligung 69,2 % (+11,6) |                       |                       |

Bei der Kommunalwahl am 9. Juni 2024 ergaben sich 4 Ausgleichssitze, sodass der Gemeinderat bis zur nächsten Wahl 2029 26 Mitglieder hat. Insgesamt führte die Wahl zu folgendem Ergebnis (in Klammern: Unterschied zu 2019)
| Gemeinderatswahl 2024         | Gemeinderatswahl 2024 | Gemeinderatswahl 2024 |
| ----------------------------- | --------------------- | --------------------- |
| Partei                        | Stimmen               | Sitze                 |
| Freie Wähler                  | 25,6 % (−1,8)         | 7 (±0)                |
| GRÜNE                         | 24,6 % (−1,8)         | 6 (−1)                |
| CDU                           | 27,7 % (+6,5)         | 7 (+1)                |
| SPD                           | 17,1 % (−3,5)         | 5 (−1)                |
| LINKE                         | 5,0 % (+0,6)          | 1 ±0 )                |
| Wahlbeteiligung 66,9 % (-2,3) |                       |                       |

Die Angaben für die Wahlen des Jahres 2024 wurden der Stuttgarter Zeitung vom 13. Juni 2024 entnommen und nehmen Bezug auf die Veröffentlichung der Stadt Neckargemünd.

### Bürgermeister
Am 26. Juni 2016 setzte sich Frank Volk in der Stichwahl knapp mit 134 Stimmen Vorsprung gegen den Amtsinhaber Horst Althoff durch, der bis dahin 16 Jahre lang im Amt gewesen war. Im 2. Wahlgang der Bürgermeisterwahl des Jahres 2024 setzte sich am 26. Mai der parteilose Kandidat Jan Peter Seidel mit 59,3 % der Wählerstimmen gegen Amtsinhaber Frank Volk und Hermino Katzenstein durch. Er trat am 27. September dessen Nachfolge im Amt des Bürgermeisters an.
| Bürgermeister von Neckargemünd | Bürgermeister von Neckargemünd | Bürgermeister von Neckargemünd                                |
| ------------------------------ | ------------------------------ | ------------------------------------------------------------- |
| Name                           | Partei                         | Amtszeit                                                      |
| Mathäus Heckman                |                                | 1833–1839                                                     |
| Georg Reibold                  |                                | 1839–1839                                                     |
| Adam Herpel                    |                                | 1839–1842                                                     |
| Philipp Bauer                  |                                | 1842–1848                                                     |
| Peter Pabst                    |                                | 1848–1849                                                     |
| Franz Degen                    |                                | 1849–1851                                                     |
| Adam Herpel                    |                                | 1852–1855 (2. Amtszeit)                                       |
| Georg Reibold                  |                                | 1855–1861 (2. Amtszeit)                                       |
| Julius Friedrich Menzer        |                                | 1862–1867                                                     |
| Carl Heckmann                  |                                | 1867–1873                                                     |
| Carl Thilo                     |                                | 1873–1899                                                     |
| Carl Wittmann                  |                                | 1899–1902                                                     |
| Franz Heeg                     |                                | 1903–1909                                                     |
| Wilhelm Steinbrunn             |                                | 1909–1910                                                     |
| Georg Schneider                |                                | 1910–1917                                                     |
| Carl Kirchmayer                |                                | 1917–1919                                                     |
| Dr. Emil Leist                 |                                | 1919–1928                                                     |
| Georg Müßig                    |                                | 1928–1939                                                     |
| Wilhelm Cloos                  |                                | 1939–1942 (als Erster Beigeordneter im Verein)                |
| Gottfried Kramer               |                                | 1942–1945 (zunächst Erster Beigeordneter, dann Bürgermeister) |
| Georg Lampertsdörfer           |                                | 1945–1948                                                     |
| Heinrich Held                  |                                | 1948–1966 (1948–1951 kommissarisch)                           |
| Kurt Schieck                   |                                | 1966–1984                                                     |
| Oskar Schuster                 |                                | 1984–2000                                                     |
| Horst Althoff                  | CDU                            | 2000–2016                                                     |
| Frank Volk                     | Freie Wähler                   | 2016–2024                                                     |
| Jan Peter Seidel               |                                | seit 2024                                                     |

### Wappen
Die Blasonierung des Wappens lautet: In Gold ein rot bewehrter und rot bezungter schwarzer Adler, belegt mit einem silbernen Brustschild, worin ein blauer Reichsapfel mit goldenem Kreuz und goldenem Beschlag.
Bereits ein Siegel aus dem Jahr 1359 zeigte den für eine Reichsstadt typischen Reichsadler. Das Wappen in seiner heutigen Form ist erstmals 1645 in Merians Topographia Palatinatus Rheni zu sehen. Die Flagge ist Schwarz-Gelb.

### Städtepartnerschaften
Städtepartnerschaften bestehen mit
- Évian-les-Bains in Frankreich seit 1970
- Missoula in Montana in den Vereinigten Staaten seit 1993
- Jindřichův Hradec in der Tschechischen Republik seit 1996
- Romeno in Italien seit 1992 (Partnergemeinde des Stadtteils Waldhilsbach)

Für das tschechische Valeč wurde 1965 eine Patenschaft übernommen.

## Kultur und Sehenswürdigkeiten
Neckargemünd liegt an der Burgenstraße, dem Neckartal-Radweg und dem Neckarsteig, die alle an vielen Sehenswürdigkeiten vorbeiführen.

### Bauwerke

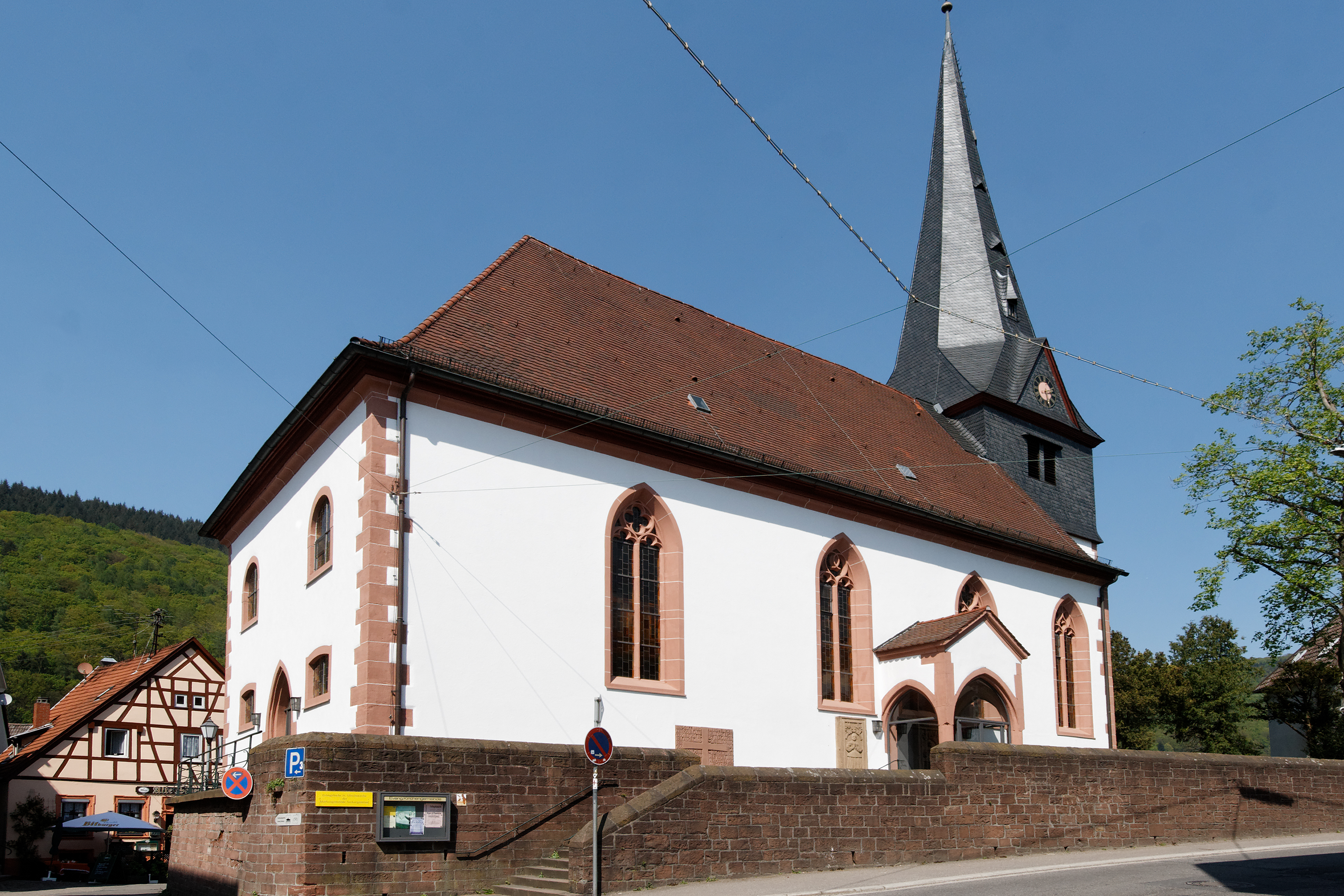
Evangelische Ulrichskirche

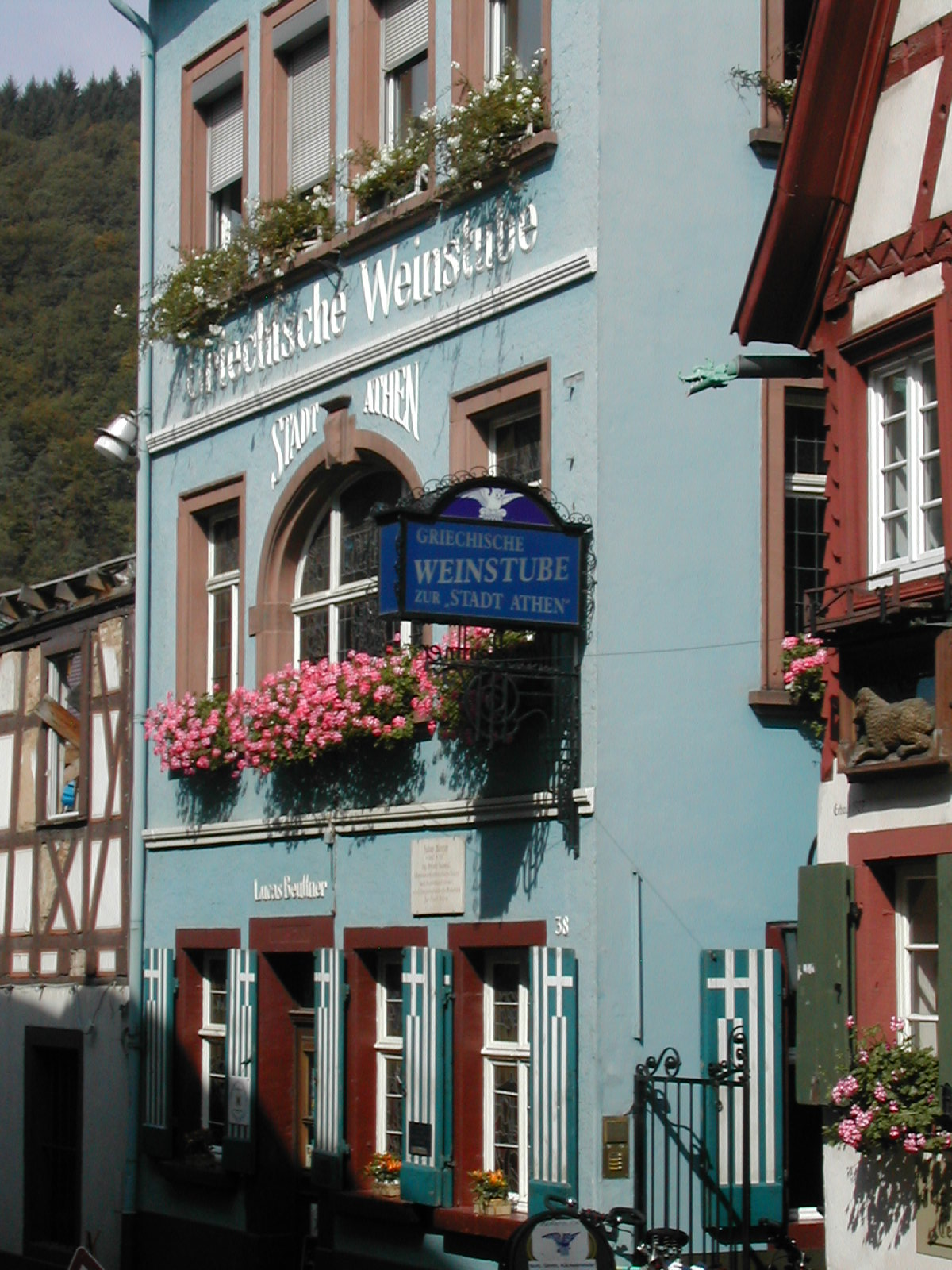
Griechische Weinstube

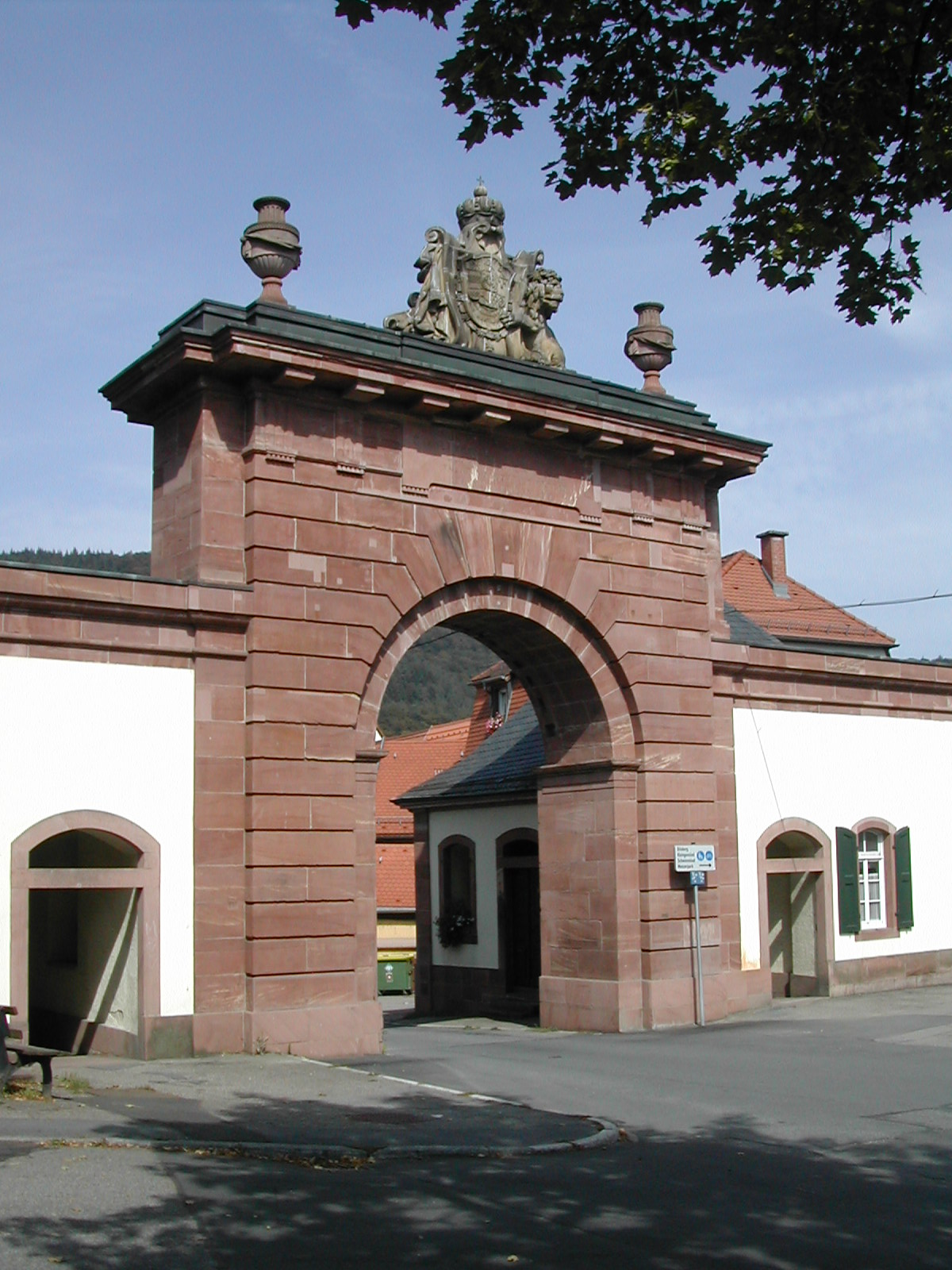
Karlstor

In der Altstadt von Neckargemünd, die sich vom Neckartal den Hang hinaufzieht, findet man verschiedenste Sehenswürdigkeiten. Außer den bisherigen Hauptverkehrsstraßen Hauptstraße und Neckarstraße, die in jeweils nur einer Verkehrsrichtung durch die Altstadt führen, gibt es zahlreiche kleine Gassen mit vielen Fachwerkhäusern. Besonders erwähnenswert ist die sehr enge Kleppergasse, die direkt an der Rückseite der ehemaligen Stadtmauer verläuft. Der zuvor störende Durchgangsverkehr in der Altstadt wurde durch den 2011 eröffneten Straßentunnel, der in etwa parallel zum Eisenbahntunnel verläuft, und durch nachfolgende Maßnahmen der Verkehrsberuhigung weitgehend reduziert.
Am Neckarufer steht die evangelische St. Ulrichskirche, die auf den Grundmauern einer im 12./13. Jahrhundert erbauten Vorgängerkirche im spätgotischen Stil errichtet wurde. Die katholische Pfarrkirche St. Johannes Nepomuk findet man am höher gelegenen Marktplatz. Das heutige Gebäude im neuromanischen Stil wurde an der Stelle einer kleineren katholischen Kirche 1894/96 erbaut. In der Nähe befindet sich auch die ehemalige lutherische Kirche, die 1770/71 im klassizistischen Stil errichtet wurde. 1821 als Folge der badischen Kirchenunion zwischen Reformierten und Lutheranern im gleichen Jahr an die Stadt verkauft, wurde sie bis 1984 als Rathaus genutzt; jetzt ist dort das Museum für verschiedene Aspekte der Stadtgeschichte untergebracht.
In dem am Anfang der Dilsberger Straße gelegenen Menzerpark steht die Villa Menzer. Sie wurde 1892 von dem Architekten Leonard Schäfer erbaut. Die Villa und der sie umgebende prachtvoll angelegte Park waren lange Zeit die hervorragenden Sehenswürdigkeiten von Neckargemünd. Sie war das Wohnhaus von Julius Menzer (1846–1917), Besitzer einer Weingroßhandlung, der als Erster griechische Weine nach Deutschland eingeführt hatte; später wurde er zum griechischen Konsul ernannt und Reichstagsabgeordneter für die Deutschkonservative Partei. Die Villa Menzer mit ihrem heutigen Aussehen ist das Ergebnis des Wiederaufbaus nach einem schweren Brand im Jahre 1947, der den alten, vielgliedrigen Dachstuhl vollkommen zerstörte. Im Menzerpark wurde in der Zeit zwischen Juni 2003 und Juni 2008 nach einem Schulhausbrand das städtische Gymnasium in Containern untergebracht. Etwas weiter unten in der Neckarstraße steht die von Menzer 1882 eröffnete, seit Ende 2012 geschlossene griechische Weinstube „Zur Stadt Athen“. In seiner Zeit als Reichstagsabgeordneter eröffnete Menzer auch in Berlin eine griechische Weinstube, der noch eine weitere in Frankfurt folgte. Aber beiden Filialen war kein Erfolg beschieden, und sie mussten bald wieder geschlossen werden.
Neben der Weinstube und im Herzen der Altstadt stand das Hotel Ritter (früher Hotel Pfalz), ein ehemaliges Jagdschloss aus dem Jahr 1286. Es fiel in der Nacht auf den 10. Januar 2003 einem Brand zum Opfer. Für den Wiederaufbau dieses historischen Bauwerkes wurde kein Investor gefunden, woraufhin die Stadt im Juli 2006 den Abriss der Ruine beschloss. An der Stelle des Hotels wurde eine moderne Wohnanlage mit Eigentumswohnungen errichtet, wobei einzelne alte Bauelemente (u. a. ein Torbogen) in den Neubau integriert wurden.
Daneben findet sich der Prinz Carl, ein ehemaliges Gasthaus mit Brauerei aus dem 16. bis 18. Jahrhundert. Heute werden seine Räume von der Musikschule und der Volkshochschule Eberbach – Neckargemünd genutzt.
Am Ende der Altstadt und am Anfang des Wiesenbachertals steht das Karlstor, das 1788 zu Ehren des Kurfürsten Karl Theodor erbaut wurde. Darauf weist auch eine lateinische Inschrift über dem Torbogen hin.
Nur noch die Grundmauern sind von Burg Reichenstein auf dem Neckargemünder Hausberg Hollmuth zu sehen, die Ende des 14. Jahrhunderts aufgegeben worden war und seitdem verfallen ist.

### Jugend
Von 1972 bis 1982 existierte das Jugendzentrum Neckargemünd e. V. in Selbstverwaltung, zunächst in den Räumen des alten Lederwerks in der Bammentaler Straße, ab 1982 bis zum widerrechtlichen Abriss 1987 in der eigens errichteten Holzbaracke in der gleichen Straße weiter stadtwärts. Seit 1990 gibt es in der Dilsberger Straße den Jugendtreff Altes E-Werk, der unter Regie des Stadtjugendrings Neckargemünd mit unterschiedlichen kulturellen Angeboten und Veranstaltungen Kinder und Jugendliche, aber auch Erwachsene anspricht.

### Museen
Das Museum im alten Rathaus wurde 1988 eröffnet. Es hat seine Wurzeln in der stadtgeschichtlichen Sammlung (1935–39) und dem Heimatmuseum Neckargemünd (1938–87). Es stellt die Geschichte Neckargemünds dar und hat neben einer volkskundlichen und einer kunstgeschichtlichen Abteilung einen Schwerpunkt auf der Neckarschifffahrt.
Des Weiteren werden regelmäßig Sonderausstellungen veranstaltet, die Werke Neckargemünder Künstler zeigen.

### Musik
Die Popgruppe Liquido, die vor allem durch den Song „Narcotic“ aus dem Jahr 1999 Erfolg fand, kommt aus Neckargemünd.
Der älteste und zugleich größte Gesangverein in Neckargemünd ist der
- GV Liederkranz 1857 Neckargemünd e. V.

### Sport
- Turnverein 1876 Neckargemünd
- Turnverein 1907 Kleingemünd
- Auf eine hundertjährige Tradition als Fußballverein blickt die SpVgg 1911 Neckargemünd zurück. Seit 1996 gibt es einen weiteren Fußballverein, den FC Blau Weiss Neckargemünd 96.
- Leichtathletik-Gemeinschaft

## Wirtschaft und Infrastruktur

### Verkehr

#### Bahn- und Busverkehr

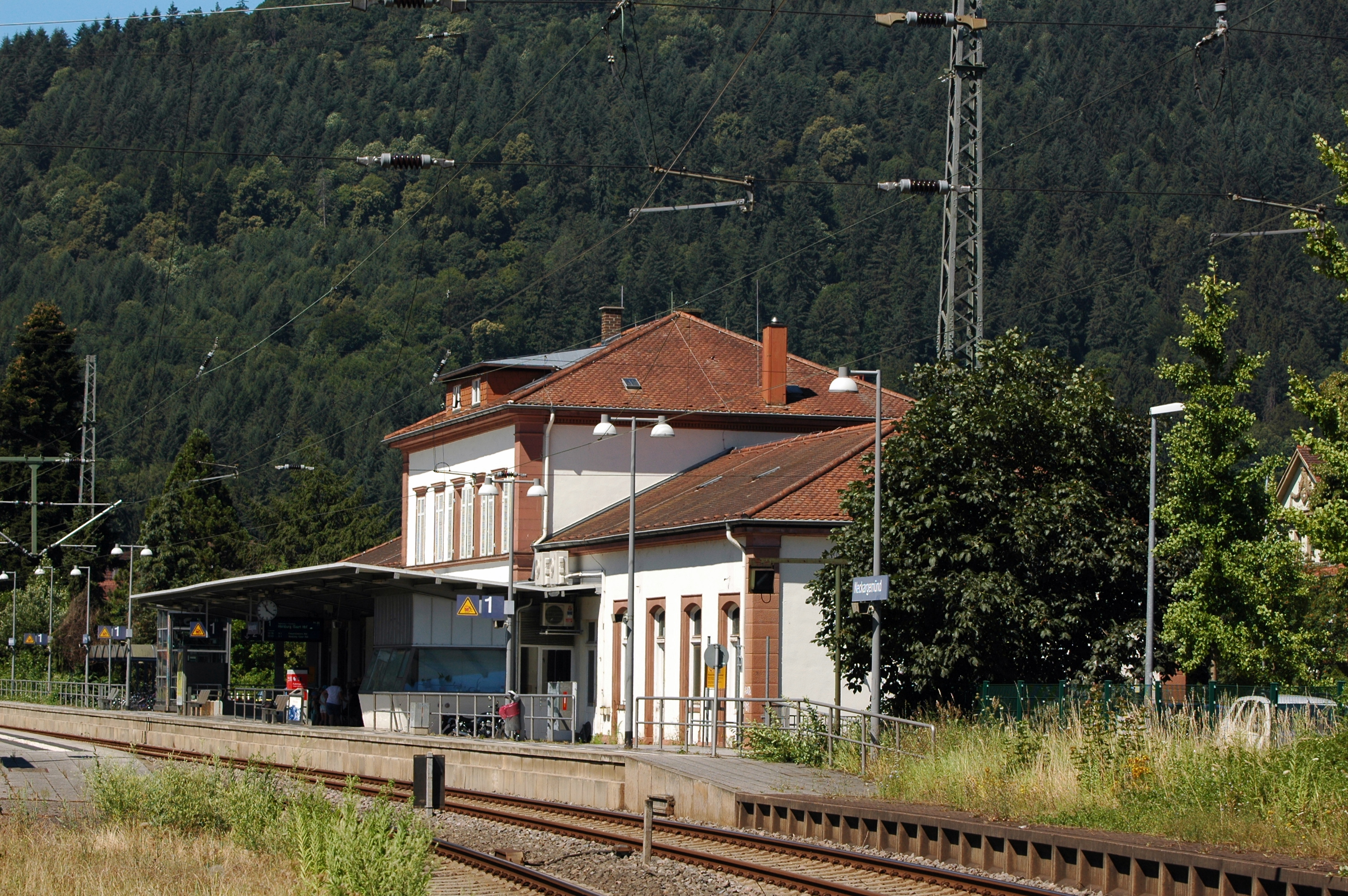
Bahnhof von Neckargemünd

Der Bahnhof Neckargemünd wird durch die Linien S1, S2, S5 und S51 der S-Bahn RheinNeckar halbstündlich auf Neckartalbahn und Elsenztalbahn in Richtung Eberbach/Mosbach/Sinsheim und Heidelberg/Mannheim bedient. Der zweite Haltepunkt der Stadt, Neckargemünd-Altstadt, wird nur von den S-Bahnlinien S1 und S2 angefahren.
Neckargemünd ist in das Busverkehrsnetz der RNV eingebunden. Die Buslinie 35 verkehrt werktäglich im 20-Minuten-Takt zwischen Heidelberg und der Endhaltestelle am Bildungszentrum im Spitzerfeld. Über weitere Buslinien sowie Ruftaxen im Rahmen des VRN ist Neckargemünd mit kleineren Ortschaften des Neckartals und des Odenwaldes verbunden. Neckargemünd gehört zum Tarifgebiet des Verkehrsverbunds Rhein-Neckar.

#### Fernstraßen
Durch den Ort führen die Bundesstraßen 37 (Kaiserslautern – Neckarelz) und 45 (Sinsheim – Wöllstadt). Über Heidelberg sind die Bundesautobahnen 5 und 656, über das Elsenztal (B 45) ist die Bundesautobahn 6 zu erreichen.

#### Radverkehr
Durch Alltagsrouten aus dem Radnetz Baden-Württemberg ist Neckargemünd
- mit Heidelberg (über dessen Stadtteil Ziegelhausen),
- über die hessischen Städtchen Neckarsteinach und Hirschhorn mit Eberbach,
- über Wiesenbach, Mauer und Meckesheim mit Sinsheim und
- in Meckesheim abzweigend über Waibstadt mit Mosbach verbunden.

Durch Neckargemünd verläuft als Landes-Radfernweg der Neckartal-Radweg. Er führt von Villingen-Schwenningen nach Mannheim. Er verläuft dabei ab Zwingenberg am linken Neckarufer nach Neckargemünd und weiter nach Heidelberg (über dessen Stadtteil Schlierbach). Auf derselben Trasse verläuft der Odenwald-Madonnen-Radweg durch die Stadt. Er führt ab Tauberbischofsheim durch den Odenwald bei Hardheim, Walldürn und Buchen, das Neckartal bei Mosbach, Eberbach und Heidelberg bis in die Rheinebene über Walldorf nach Speyer.

#### Ehemalige Straßenbahn
Von 1914 bis 1962 war Neckargemünd auch mit der Straßenbahn erreichbar, die „Neckartalbahn“ der Straßenbahn Heidelberg führte von hier über die Heidelberger Innenstadt nach Wieblingen.

### Öffentliche Einrichtungen
Die Stadt ist (zusammen mit Eberbach) Sitz des Kirchenbezirks Neckargemünd-Eberbach der Evangelischen Landeskirche in Baden. In der ehemaligen Elly-Heuss-Knapp-Schule befindet sich das Kreisforstamt des Rhein-Neckar-Kreises.
Neckargemünd betreibt im Neckartal ein Terrassenfreibad mit Springerbecken, 50-Meter-Bahn (Olympiabecken), Nichtschwimmerbecken mit Rutsche sowie einem Babyplanschbecken. Das Olympiabecken und das Springerbecken sind seit der Badesaison 2008 als Naturbad realisiert.

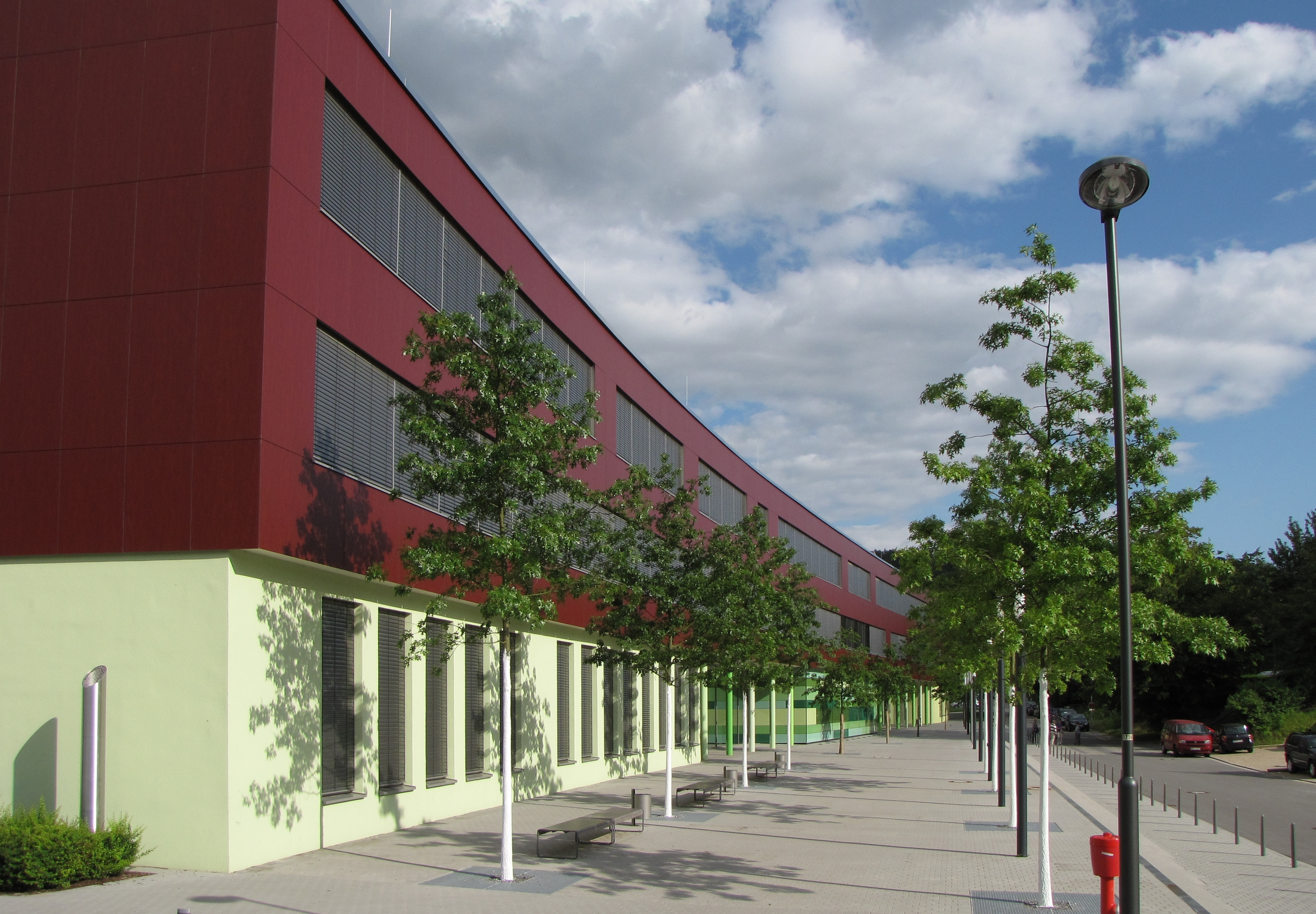
Schulzentrum

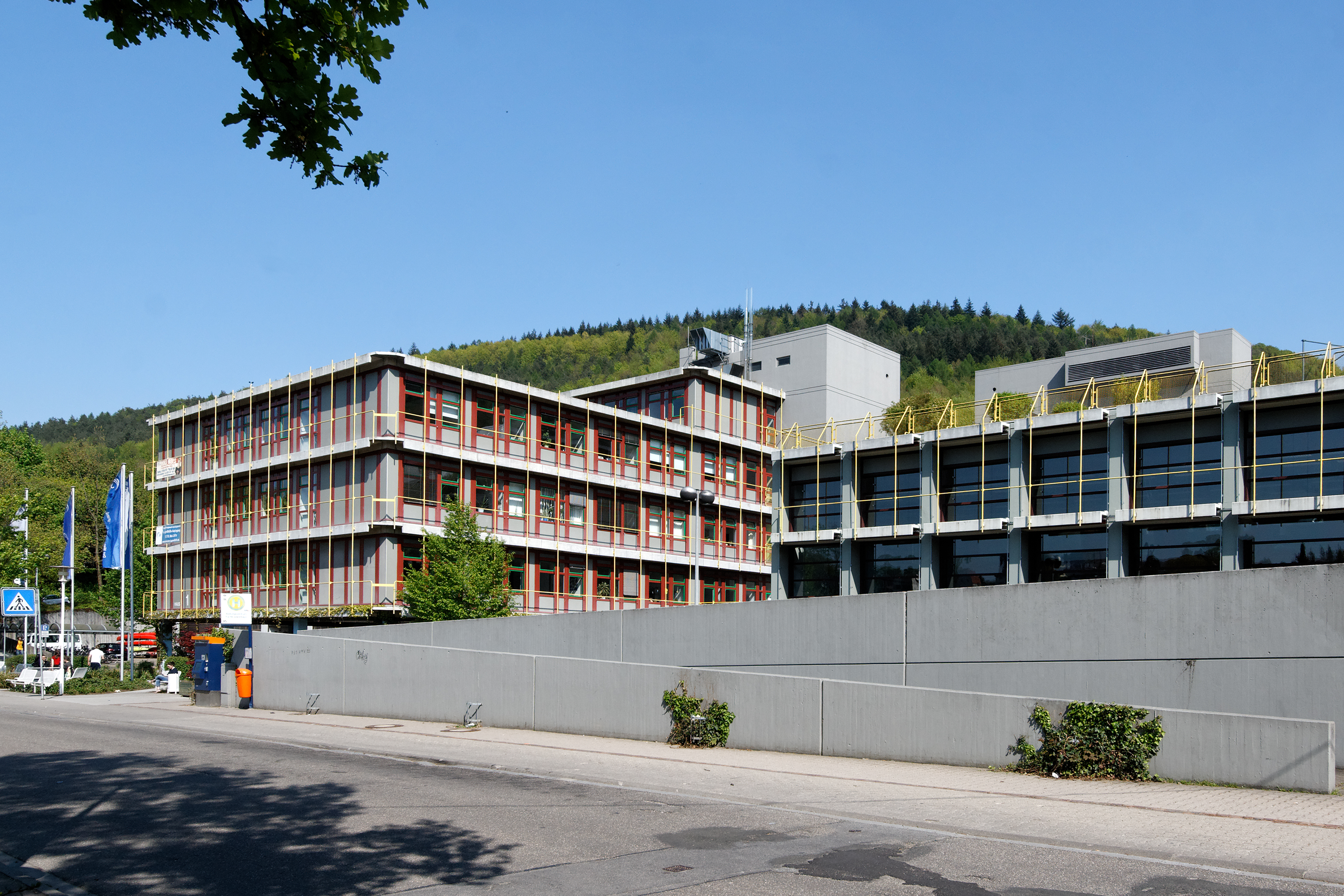
Berufsbildungswerk

### Bildung
In Neckargemünd gibt es drei staatliche Grundschulen (Dilsberg/Mückenloch, Waldhilsbach, Neckargemünd) und ein Sonderpädagogisches Bildungs- und Beratungszentrum mit Förderschwerpunkt Lernen (Erich-Kästner-Schule) (die frühere Hauptschule mit Werkrealschule ist jetzt in Bammental), weiterhin ein Schulzentrum mit Realschule und Gymnasium sowie eine staatliche Schule mit Internat für Hör- und Sprachgeschädigte.
Das Schulzentrum brannte am 2. Juni 2003 fast vollständig aus. Nach zwei Jahren zäher Verhandlungen, während deren der Unterricht in Behelfscontainer ausgelagert worden war, wurde bis 2008 an gleicher Stelle ein modernes, für den Ganztagesbetrieb gerüstetes Schulzentrum errichtet. Der in Passivhausbauweise erstellte Neubau wurde 2009 von der RWE Energy AG mit dem PROM des Jahres für die energieeffizienteste gewerblich oder öffentlich genutzte Immobilie ausgezeichnet.
Außerdem betreibt die SRH in einem großen Bildungszentrum mit Internat das Berufsbildungswerk Neckargemünd und zwei staatlich anerkannte Privatschulen: Die Stephen-Hawking-Schule (SHS), eine UNESCO-Projektschule, ist auf die Bildung körperbehinderter Kinder und Jugendlicher mit besonderem Förderbedarf im integrativen Unterricht mit nicht behinderten Schülern ausgerichtet. Die Schule bildet in zehn elementaren Bildungsgängen das baden-württembergische Schulsystem vom Primarbereich bis zum Gymnasium ab. Bei der zweiten Schule handelt es sich um die von der SRH betriebene Viktor-Lenel-Schule.
Darüber hinaus gibt es in Neckargemünd eine Musikschule und eine Volkshochschule. Die Stadt betreibt eine Bücherei. Für die jüngsten Einwohner gibt es drei kommunale, drei private und je zwei evangelische und römisch-katholische Kindergärten.

## Trivia
Neckargemünd findet in dem Lied „Rhythmus meines Lebens“ des Rappers Kool Savas Erwähnung.

## Persönlichkeiten

### Ehrenbürger
- 1893: Ludwig Carl Reichert, katholischer Stadtpfarrer
- 1895: Gustav Wöttlin, Dekan, evangelischer Stadtpfarrer
- 1984: Kurt Schieck, Bürgermeister von 1966 bis 1984
- 1992: Henri Buet, ehemaliger Bürgermeister der Partnerstadt Evian
- 1994: Wolf-Peter Haasemann, langjähriger Stadtrat und 1. Stellv. Bürgermeister
- 2000: Oskar Schuster, Bürgermeister von 1984 bis 2000
- 2024: Winfried Schimpf, langjähriger Stadtrat (von 1975 bis 2024) und stellvertretender Bürgermeister[22]

### Söhne und Töchter der Stadt
- Philipp Pfeiffer (1784–1859), badischer Oberamtmann
- Johann Philipp Bronner (1792–1864), Apotheker und Weinbaupionier
- Friedrich von Saporta (1794–1853), bayerischer Generalmajor
- Johann Friedrich Wundt (1822–1889), Kaufmann und badischer Landtagsabgeordneter
- Heinrich Lang (1824–1893), Architekt
- Ludwig Gaddum (1843–1910), Jurist und Verwaltungsbeamter
- Julius Menzer (1845–1917), Weingroßhändler, griechischer Konsul und Reichstagsabgeordneter für die Deutschkonservative Partei
- Carl Beck (1856–1911), Mediziner
- Peter Schnellbach (1865–1932), Heimatdichter
- Johanna Richter (1871–1943), Politikerin (DNVP), Abgeordnete im Badischen Landtag
- Hermann Knorr (1897–1976), Politiker (SPD), Landtagsabgeordneter sowie Mitbegründer, Mitherausgeber und Chefredakteur der Rhein-Neckar-Zeitung
- Rainer Ohlhauser (* 1941), geboren in Dilsberg, Fußballnationalspieler
- Ronald Mönch (1942–2025), Jurist und Hochschulrektor
- Stefan Schmitt (* 1961), Zahnarzt, Fußballspieler

### Sonstige mit der Stadt verbundene Persönlichkeiten
- Hugo Wolf (1830–1900), Revolutionär im Jahr 1849
- Viktor Lenel (1838–1917), Gründer des ehemaligen Kinder-Erholungsheims (Viktor-Lenel-Stift)
- Richard Lenel (1869–1950), Präsident und Ehrenpräsident der Industrie- und Handelskammer Mannheim
- Georg Hermann (1871–1943), Schriftsteller, lebte hier überwiegend von 1917 bis 1933[23]
- Clara Harnack (1877–1962), Malerin, seit 1941 hier lebend; Mutter der Widerstandskämpfer Arvid und Falk Harnack
- Ernst Marfels (1886–1958), Porträt- und Landschaftsmaler, seit 1920 hier lebend; Sohn des Uhren-Händlers und -Sammlers Carl Marfels (1854–1929)
- Karl Jäger (1888–1959), SS-Funktionär und Kriegsverbrecher, lebte nach Kriegsende als unbelastet entnazifiziert im nahen Wiesenbach und dann bis zu seiner Verhaftung auf dem Kümmelbacher Hof.
- Udo Adelsberger (1904–1992), Mitentwickler der Quarzuhr, verlebte seinen Lebensabend hier
- Hans Vogt (1911–1992), Komponist und Dirigent, lebte von 1949 bis 1992 in Neckargemünd
- Hans Jochen Diesfeld (* 1932), Internist und Tropenmediziner, Hochschullehrer und Präsident der Deutschen Tropenmedizinischen Gesellschaft, wohnte in Neckargemünd-Rainbach[24]
- Gernot Müller (* 1941), Germanist und Literaturwissenschaftler
- Michail Krausnick (1943–2019), Schriftsteller
- Gudrun Reinboth (* 1943), Schriftstellerin
- Angelika Zahrnt (* 1944), Umweltschützerin
- Hans G. Nutzinger (* 1945), Wirtschaftswissenschaftler
- Gunter Dueck (* 1951), Mathematiker
- Martina Pötschke-Langer (1951–2022), Leiterin des Kollaborationszentrums für Tabakkontrolle
- Hansi Flick (* 1965), Fußballspieler und -trainer; von August 2021 bis September 2023 Bundestrainer der deutschen Fußballnationalmannschaft